# José Chávez Moreira
José "El Pepe" Chávez (Portoviejo, Manabí, 5 de diciembre de 1979) es un exfutbolista ecuatoriano. Jugaba de Mediocampista y su último equipo fue el Delfín SC de Ecuador.

## Clubes
| Club               | País      | Año       |
| ------------------ | --------- | --------- |
| 5 de Julio         | Ecuador   | 1994-1996 |
| LDU Quito          | Ecuador   | 1997-2000 |
| Liga de Portoviejo | Ecuador   | 2001-2002 |
| LDU Quito          | Ecuador   | 2003      |
| Delfín SC          | Ecuador   | 2004      |
| Macará             | Ecuador   | 2005-2006 |
| Deportivo Jalapa   | Guatemala | 2006-2007 |
| Deportivo Cuenca   | Ecuador   | 2007      |
| Delfín SC          | Ecuador   | 2008      |
| Grecia             | Ecuador   | 2008      |
| Águilas            | Ecuador   | 2009      |
| Grecia             | Ecuador   | 2010      |
| Delfín SC          | Ecuador   | 2012      |

## Palmarés

### Títulos nacionales
| Título             | Club          | País    | Año    |
| ------------------ | ------------- | ------- | ------ |
| Serie A de Ecuador | Liga de Quito | Ecuador | 2003   |
| Serie B de Ecuador | Macará        | Ecuador | 2005-C |